# Wu Youjia
Wu Youjia (* 6. Mai 1983) ist ein ehemaliger chinesischer Leichtathlet, der sich auf den 110-Meter-Hürdenlauf spezialisiert hat. Über 60 m Hürden siegte er 2007 bei den Hallenasienspielen und wurde 2004 Hallenasienmeister.

## Sportliche Laufbahn
Erste internationale Erfahrungen sammelte Wu Youjia vermutlich im Jahr 2002, als er bei den Juniorenasienmeisterschaften in Bangkok in 14,18 s die Goldmedaille über 110 m Hürden gewann. Im Jahr darauf gewann er bei den Asienmeisterschaften in Manila in 13,80 s die Bronzemedaille hinter seinem Landsmann Shi Dongpeng und Park Tae-kyong aus Südkorea und 2004 siegte er in 7,77 s bei den erstmals ausgetragenen Hallenasienmeisterschaften in Teheran über 60 m Hürden. 2005 schied er bei den Weltmeisterschaften in Helsinki mit 14,38 s in der ersten Runde über 110 m Hürden aus 2007 gewann er bei den Asienmeisterschaften in Amman in 13,68 s die Bronzemedaille hinter dem Japaner Tasuku Tanonaka und Mohammed al-Thawadi aus Katar. Anschließend siegte er in 7,82 s über 60 m Hürden bei den Hallenasienspielen in Macau. Im Januar 2008 bestritt er seinen letzten offiziellen Wettkampf und beendete daraufhin seine aktive sportliche Karriere im Alter von 24 Jahren.

## Persönliche Bestleistungen
- 110 m Hürden: 13,55 s, 18. Januar 2005 in Sidoarjo
  - 60 m Hürden (Halle): 7,68 s, 16. März 2007 in Shanghai